# Billy Bishop
 (avril 2022).
Si vous disposez d'ouvrages ou d'articles de référence ou si vous connaissez des sites web de qualité traitant du thème abordé ici, merci de compléter l'article en donnant les références utiles à sa vérifiabilité et en les liant à la section « Notes et références ».
Pour les articles homonymes, voir Bishop.
William Avery « Billy » Bishop, né à Owen Sound, Ontario, Canada, le 8 février 1894 et mort le 11 septembre 1956 à West Palm Beach, est le plus grand as aviateur canadien. Il revendique plus de 72 victoires à son actif.

## Biographie
Accepté au collège militaire royal du Canada, en 1911, il choisit de quitter le CMR et de servir dans les fusiliers montés canadiens lorsque la Première Guerre mondiale éclata. Dès août 1914, il rejoignait les forces armées britanniques, en tant que lieutenant de cavalerie; mais, lassé par le peu d'action que ce poste lui permettait, il demanda et obtint sa mutation au corps d'aviation royal, en juillet 1915. 

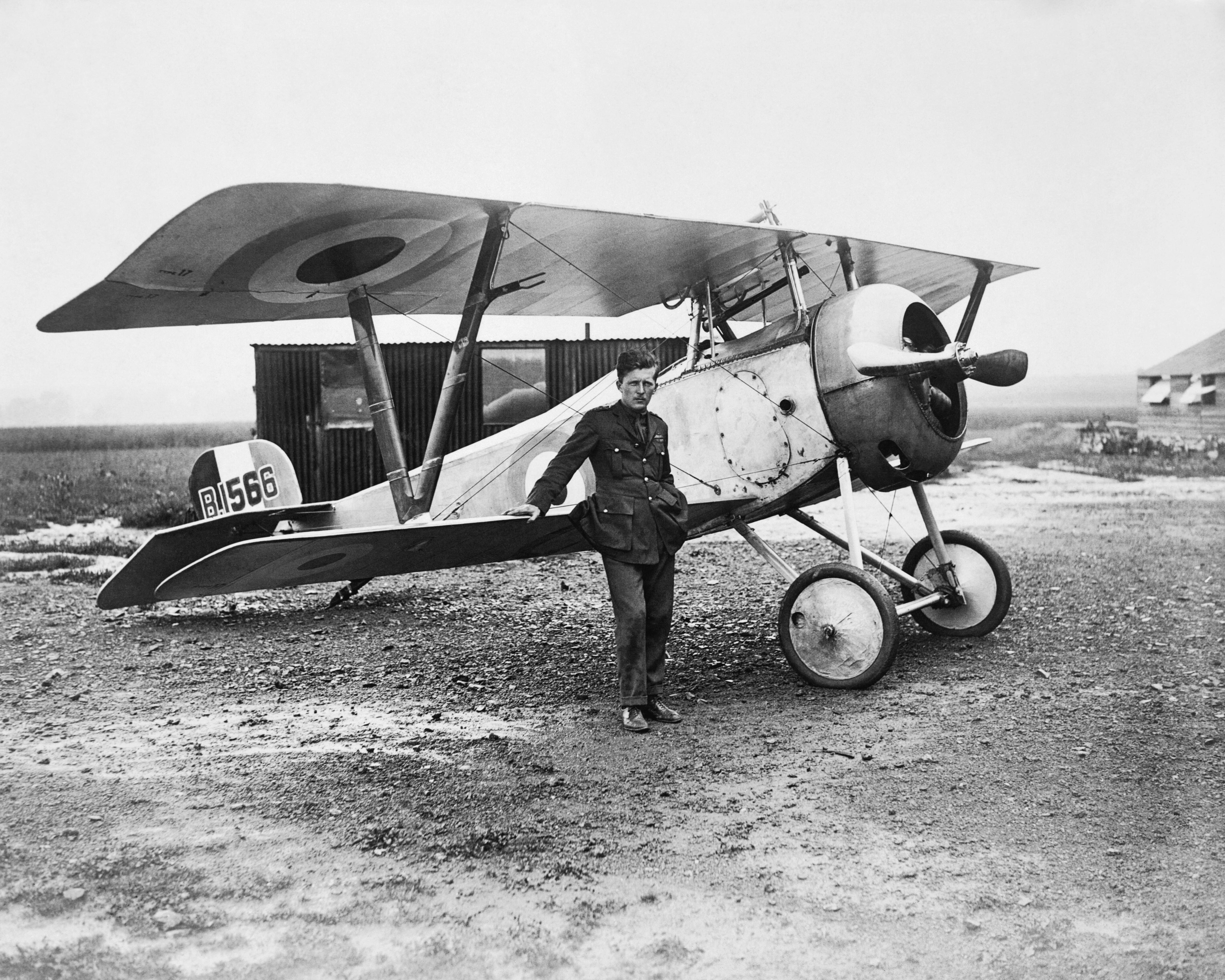
Le lieutenant-colonel Bishop devant son Nieuport 23.

Après avoir d'abord servi comme officier-observateur au 21e escadron et, à la suite d'une grave blessure reçue, à la fin de l'automne 1915, lors d'un crash consécutif à un mauvais atterrissage, Bishop apprend à piloter et, en mars 1917, se joint au 60e escadron engagé sur le front. Le 25 mars 1917, il abat son premier avion ennemi ; cinq mois plus tard, à la fin d'août, il avait déjà 47 victoires aériennes homologuées. Au printemps 1918, alors qu'il commandait le 85e escadron en France, Bishop remporte 25 victoires supplémentaires en l'espace de 12 jours à peine.
Bishop a reçu la Croix de Victoria, la première décernée à un aviateur canadien, pour ses exploits du 2 juin 1917. Volant en solo, à plusieurs milles derrière les lignes ennemies, Bishop tournoie au-dessus d'un aérodrome allemand et attaque les Allemands à mesure qu'ils décollent pour le contrer. Il abat trois appareils et en oblige un autre à atterrir, avant de regagner sa base à bord de son avion « Nieuport Scout » gravement endommagé par les tirs de la DCA.

## Décorations
- Croix de Victoria (VC)
- Compagnon de l'Ordre du Bain (CB)

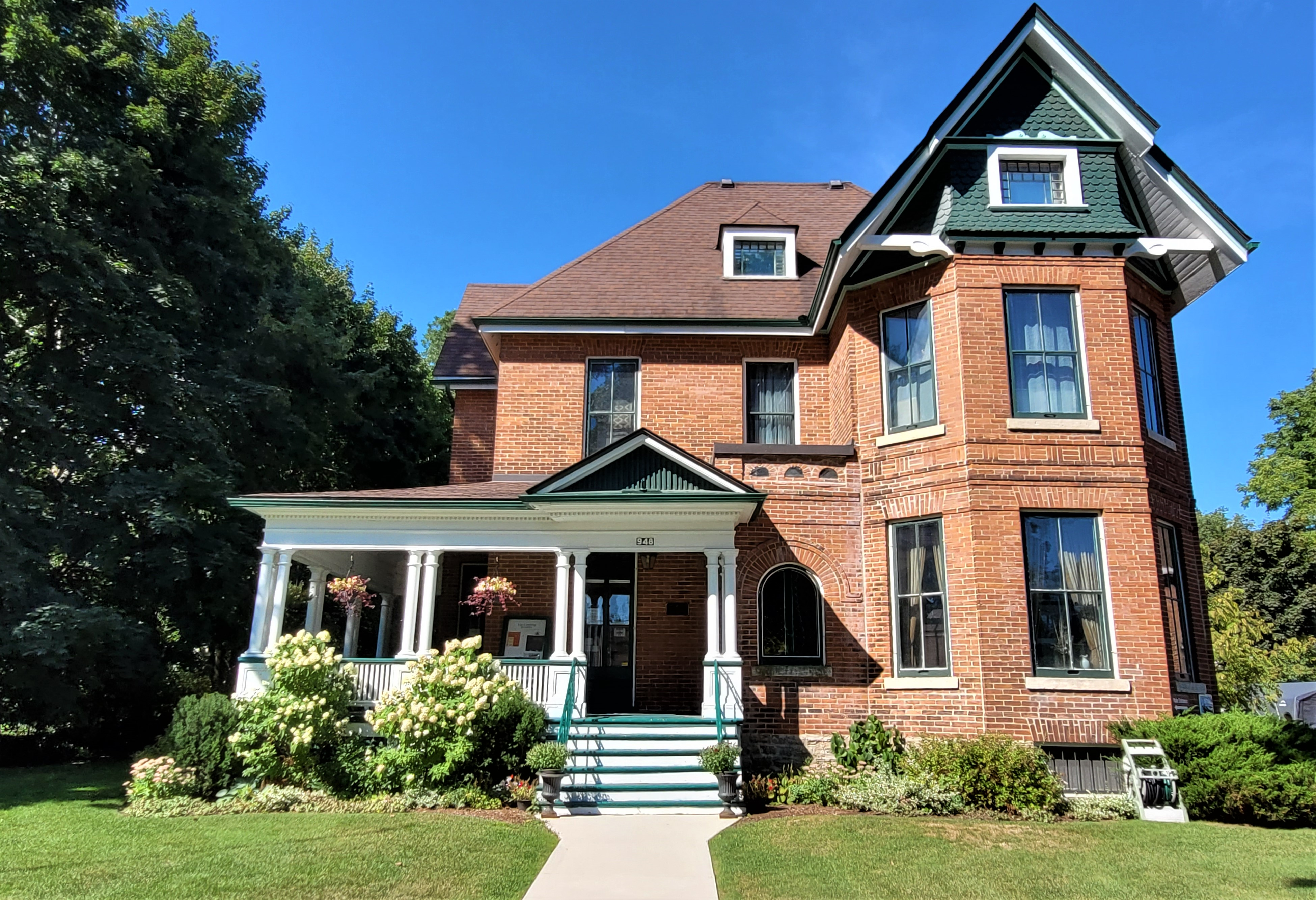
Musée Billy Bishop.

- Ordre du Service distingué avec agrafe (DSO)
- Croix militaire (MC)
- Croix du service distingué dans l'aviation (DFC)
- Efficency Distinction (ED)

## Hommage
En 2009, son nom est donné à l'aéroport du centre-ville de Toronto.

## Controverse
Depuis quelques années le score de 72 victoires homologuées accordées à William Bishop est le sujet d'une controverse entre historiens qui prit une telle dimension qu'elle fut le sujet d'une enquête officielle du Sénat canadien. Le point de départ de ce débat se trouve dans le fait que nombre de ses revendications ne furent étayées par aucun autre témoignage que le sien ; ainsi en va-t-il des 3 victoires remportées le 2 juin 1917 au-dessus d'Estournel, et qui lui valurent d'obtenir la distinction suprême : la Victoria Cross. Étant seul, il ne pouvait appuyer ses dires sur ceux d'un quelconque équipier.